# Puerto de Leitariegos
El puerto de Leitariegos es un paso montañoso situado en la cordillera Cantábrica (España) a una altitud de 1525 metros.
Comunica el Principado de Asturias con León; concretamente, el concejo asturiano de Cangas del Narcea con el término municipal leonés de Villablino.
La carretera que lo atraviesa recibe la denominación AS-213 en la vertiente asturiana y LE-497 en la leonesa.
En la parte leonesa se encuentra la Reserva de la Biosfera del Valle de Laciana y en la parte asturiana se encuentra la Reserva Natural Parcial del Cueto de Arbas,
En sus inmediaciones se encuentra la Estación de esquí de Leitariegos perteneciente a León.